# Фріц-Юліус Лемп
Фріц-Юліус Лемп (нім. Fritz-Julius Lemp; 2 лютого 1913, Ціндао, Китай — 9 травня 1941, Північна Атлантика) — німецький офіцер-підводник, капітан-лейтенант крігсмаріне. Кавалер Лицарського хреста Залізного хреста.

## Біографія
14 жовтня 1931 року вступив на флот. Учасник Громадянської війни в Іспанії. З вересня 1936 року — 1-й помічник командира, в жовтні-листопаді 1938 року — командир підводного човна U-28. У листопаді 1938 року став командиром U-30, який входив до складу 2-ї флотилії підводних човнів «Зальцведель». На ній він зробив 8 походів (провівши в морі в цілому 189 днів).
3 вересня 1939 року виявив на обрії ціль, якою виявився пасажирський лайнер «Атенія», і о 19 годині 39 хвилин в 200 милях на захід від Гебридських островів без попередження атакував «Атенію». До місця загибелі лайнера, у відповідь на сигнал «SOS», попрямували багато кораблів, більшість з 1 102 пасажирів і 315 членів екіпажу врятовані норвезьким танкером «Кнут Нельсон». Загинуло 128 осіб, з них 122 (за іншими даними — 118) пасажирів (включаючи 28 американців). Преса назвала «Атенію» «Лузітанією» Другої світової війни. Командування ВМФ і уряд Німеччини негайно заперечили причетність до потоплення судна, а 7 вересня повністю відмежувалися від цієї події в офіційному комюніке. У той же час Лемп  усвідомив, що припустився помилки, я не проінформував командування радіограмою, побоюючись її перехоплення. Доповідь він зробив особисто Карлу Деніцу лише 27 вересня 1939 року після повернення на базу. Лемп і весь екіпаж отримали наказ тримати потоплення «Атенії» в секреті, у вахтовому журналі відповідні листи були замінені іншими. Німецька пропаганда висунула версію, що «Атенія» потоплена англійським урядом за наказом Вінстона Черчилля, щоб вплинути на якнайшвидший вступ у війну США. Після повернення Лемп був посаджений під арешт, але незабаром звільнений і продовжував командувати човном до вересня 1940 року.
28 грудня 1939 року на підході до Гебридських островів підбив лінійний корабель «Бархем», вивівши його з ладу на 3 місяці. У червні 1940 року U-30 першим з німецьких човнів був переведений до Франції. З 21 листопада 1940 року — командир підводного човна U-110, на якому зробив 2 походи (провівши в морі в цілому 46 днів). Після кількох вдалих виходів 9 травня 1941 року атакував біля берегів Гренландії конвой ОВ-318 і торпедував 2 судна. Після цього човен був атакований біля мису Фейрвелл глибинними бомбами з англійських есмінців «Баллдог» і «Бродвей» і був вимушена спливти. Більша частина екіпажу була взята в полон. Лемп спробував уплав повернутися на човен і затопити його, але був застрелений.
Всього за час військових дій потопив 20 кораблів загальною водотоннажністю 96 639 брт і пошкодив 4 кораблі водотоннажністю 45 417 брт.
| Дата        | Назва корабля                             | Тип                          | Тоннаж | Вантаж | Екіпаж                          | Загиблі                      | Країна             | Конвой |
| ----------- | ----------------------------------------- | ---------------------------- | ------ | --- | ------------------------------- | ---------------------------- | ------------------ | ------ |
| 3 Sep 1939  | Athenia                                   | Пасажирський лайнер-пароплав | 13,581 | Генеральні вантажі.                                                                                              | 1418 (включаючи 1103 пасажирів) | 112 (включаючи 93 пасажирів) | Британська імперія |        |
| 11 Sep 1939 | Blairlogie                                | Торговий пароплав            | 4,425  | Металобрухт та сталь                                                                                             | 30                              | 0                            | Британська імперія |        |
| 14 Sep 1939 | Fanad Head                                | Торговий пароплав            | 5,200  | Генеральні вантажі та зерно                                                                                      | 42                              | 0                            | Британська імперія |        |
| 28 Dec 1939 | HMS Barbara Robertson                     | Протичовновий траулер        | 325    | | 17                              | 1                            | Британська імперія |        |
| 28 Dec 1939 | HMS Barham (04) (пошкоджений)             | Лінкор типу «Куїн Елізабет»  | 31,100 | | 1311                            | 4                            | Британська імперія |        |
| 11 Jan 1940 | El Oso [підірвався на міні]               | Паровий танкер               | 7,267  | 9 238 тонн сирої нафти та 511 тонн газового бензину                                                              | 36                              | 4                            | Британська імперія | HX-14B |
| 16 Jan 1940 | Gracia (пошкоджений) [підірвався на міні] | Торговий пароплав            | 5,642  | 844 тонни генеральних вантажів                                                                                   | 47                              | 0                            | Британська імперія | OB-72  |
| 17 Jan 1940 | Cairnross [підірвався на міні]            | Торговий пароплав            | 5,494  | Генеральні вантажі, включаючи вугілля та фаянс                                                                   | 48                              | 0                            | Британська імперія | OB-74  |
| 7 Feb 1940  | Munster [підірвався на міні]              | Пасажирський теплохід        | 4,305  | Генеральні вантажі, включаючи яйця, нутрощі тварин, птицю, нитки і тканини                                       | 235 (включаючи 190 пасажирів)   | 0                            | Британська імперія |        |
| 9 Feb 1940  | Chagres [підірвався на міні]              | Торговий пароплав            | 5,406  | 1 500 тонн бананів                                                                                               | 64                              | 2                            | Британська імперія |        |
| 8 Mar 1940  | Counsellor [підірвався на міні]           | Торговий пароплав            | 5,068  | Генеральні вантажі, включаючи бавовну                                                                            | 78                              | 0                            | Британська імперія | HX-22  |
| 20 Jun 1940 | Otterpool                                 | Торговий пароплав            | 4,876  | 8 180 тонн залізної руди                                                                                         | 39                              | 23                           | Британська імперія | HG-34F |
| 22 Jun 1940 | Randsfjord                                | Торговий теплохід            | 3,999  | 6 746 тонн генеральних вантажів, у тому числі 77 тонн боєприпасів та 33 літаки                                   | 33                              | 4                            | Норвегія           | HX-49  |
| 28 Jun 1940 | Llanarth                                  | Торговий пароплав            | 5,053  | 7 980 тонн борошна                                                                                               | 35                              | 0                            | Британська імперія |        |
| 1 Jul 1940  | Beignon                                   | Торговий теплохід            | 5,218  | 8 816 тонн пшениці                                                                                               | 117                             | 6                            | Британська імперія | SL-36  |
| 6 Jul 1940  | Angele Mabro                              | Торговий пароплав            | 3,154  | Залізна руда | ?                               | Весь екіпаж                  | Єгипет             |        |
| 21 Jul 1940 | Ellaroy                                   | Торговий пароплав            | 712    | 800 тонн дерев'яних кріплень                                                                                     | 16                              | 0                            | Британська імперія |        |
| 9 Aug 1940  | Canton                                    | Торговий теплохід            | 5,779  | 3 000 тонн чавуну, 2 700 тонн лляного насіння, 1 152 тонни генеральних вантажів і 1 034 тонни гессенського тиглю | 32                              | 16                           | Швеція             |        |
| 16 Aug 1940 | Clan Macphee                              | Торговий пароплав            | 6,628  | 6 700 тонн генеральних вантажів                                                                                  | 108                             | 67                           | Британська імперія | OB-197 |
| 16 Mar 1941 | Erodona (пошкоджений)                     | Тепловий танкер              | 6,207  | Нафтопродукти, включаючи нафтовий спирт та бензин                                                                | 57                              | 36                           | Британська імперія | HX-112 |
| 23 Mar 1941 | Siremalm (пошкоджений)                    | Торговий пароплав            | 2,468  | 4 000 тонн залізної руди                                                                                         | 28                              | 28                           | Норвегія           |        |
| 27 Apr 1941 | Henri Mory                                | Торговий пароплав            | 2,564  | 3 150 тонн марганцевої руди                                                                                      | 32                              | 28                           | Британська імперія |        |
| 9 May 1941  | Bengore Head                              | Торговий пароплав            | 2,609  | 1 200 тонн вугілля та мотузок                                                                                    | 41                              | 1                            | Британська імперія | OB-318 |
| 9 May 1941  | Esmond                                    | Торговий пароплав            | 4,976  | Баласт | 50                              | 0                            | Британська імперія | OB-318 |

## Звання
- Кандидат в офіцери (1 квітня 1931)
- Кадет (14 жовтня 1931)
- Фенріх-цур-зее (1 січня 1933)
- Обер-фенріх-цур-зее (1 січня 1935)
- Лейтенант-цур-зее (1 квітня 1935)
- Оберлейтенант-цур-зее (1 січня 1937)
- Капітан-лейтенант (24 вересня 1939)

## Нагороди
- Медаль «За вислугу років у Вермахті» 4-го класу (4 роки; 2 жовтня 1936)
- Іспанський хрест в бронзі (6 вересня 1939)
- Залізний хрест
  - 2-го класу (27 вересня 1939)
  - 1-го класу (18 січня 1940)
- Нагрудний знак мінних тральщиків
- Нагрудний знак підводника (1940)
- Відзначений у Вермахтберіхт (10 серпня 1940)
- Лицарський хрест Залізного хреста (14 серпня 1940)